# جنین ترملینگ
 جنین ترملینگ (انگلیسی: Janine Tremelling؛ زاده ۱۲ سپتامبر ۱۹۶۷) یک تنیس‌باز اهل استرالیا است.